# Hyde Park (Vermont)
Hyde Park è un comune degli Stati Uniti d'America, situato nello Stato del Vermont e in particolare nella contea di Lamoille, della quale è il capoluogo.